# Thionia obtusa
Thionia obtusa är en insektsart som beskrevs av Melichar 1906. Thionia obtusa ingår i släktet Thionia och familjen sköldstritar. Inga underarter finns listade i Catalogue of Life.